# Kingdom Racing
Kingdom Racing é uma equipe de corrida automobilísticas que competirá as 500 Milhas de Indianápolis de 2008 com o piloto Davey Hamilton.